# Den fantastiske Hr. Ræv (film)
Den fantastiske hr. Ræv (originaltitel: Fantastic Mr. Fox) er en stop-motion computeranimeret film fra 2009 med premiere i USA 13. november 2009 og i Danmark 27. maj 2010. Filmen blev produceret af Regency Enterprises og Indian Paintbrush for 20th Century Fox, og blev instrueret af Wes Anderson. Manuskriptet blev skrevet af Anderson og Noah Baumbach og er baseret på Roald Dahls børnebog af samme navn. Den første trailer til filmen blev vist i forbindelse med premieren af filmen Ice age 3 - Dinosaurerne kommer og Aliens in the Attic (31. juli 2009).

## Handling
George Clooney og Meryl Streep lægger stemmer til her og fru Ræv. Hr. Ræv snyder landmændene med sin snedighed og listighed og stjæler deres høns, så han kan skaffe mad til sin familie.

## Medvirkende
| Karakter   | Engelsk stemme    |
| ---------- | ----------------- |
| Mr. Fox    | George Clooney    |
| Mrs. Fox   | Meryl Streep      |
| Mr. Badger | Bill Murray       |
| Ash        | Jason Schwartzman |
| Petey      | Jarvis Cocker     |
| Coach Skip | Owen Wilson       |
| Rat        | Willem Dafoe      |
| Boggis     | Brian Cox         |
| Bunce      | Adrien Brody      |
| Bean       | Michael Gambon    |